# Улица Азенес
Улица А́зенес (латыш. Āzenes iela) — улица в Курземском районе города Риги, в историческом районе Кипсала. Наиболее протяжённая из поперечных улиц острова, длина которой составляет 463 метра.
Улица Азенес пролегает в направлении с востока на запад, от Баласта дамбис до набережной Зунда. В средней части пересекает улицу Кипсалас; с другими улицами не пересекается. На всём протяжении имеет асфальтовое покрытие. Движение двустороннее. Общественный транспорт по улице не курсирует.

## История
Улица впервые упоминается в 1902 году под названием Дагденская улица (нем. Dagdener Strasse, латыш. Dagdas (Dagdenes) iela). Нынешнее название — от гидронима Азене (иное наименование протока Зундс) — было присвоено улице в 1923 году. В дальнейшем переименований не было.
После постройки Вантового моста (1981) трасса улицы была несколько скорректирована.
Во второй половине 1980-х годов было предложено переименовать улицу Азенес в честь латвийского советского учёного Александра Вейса, однако переименование не состоялось.

## Примечательные объекты

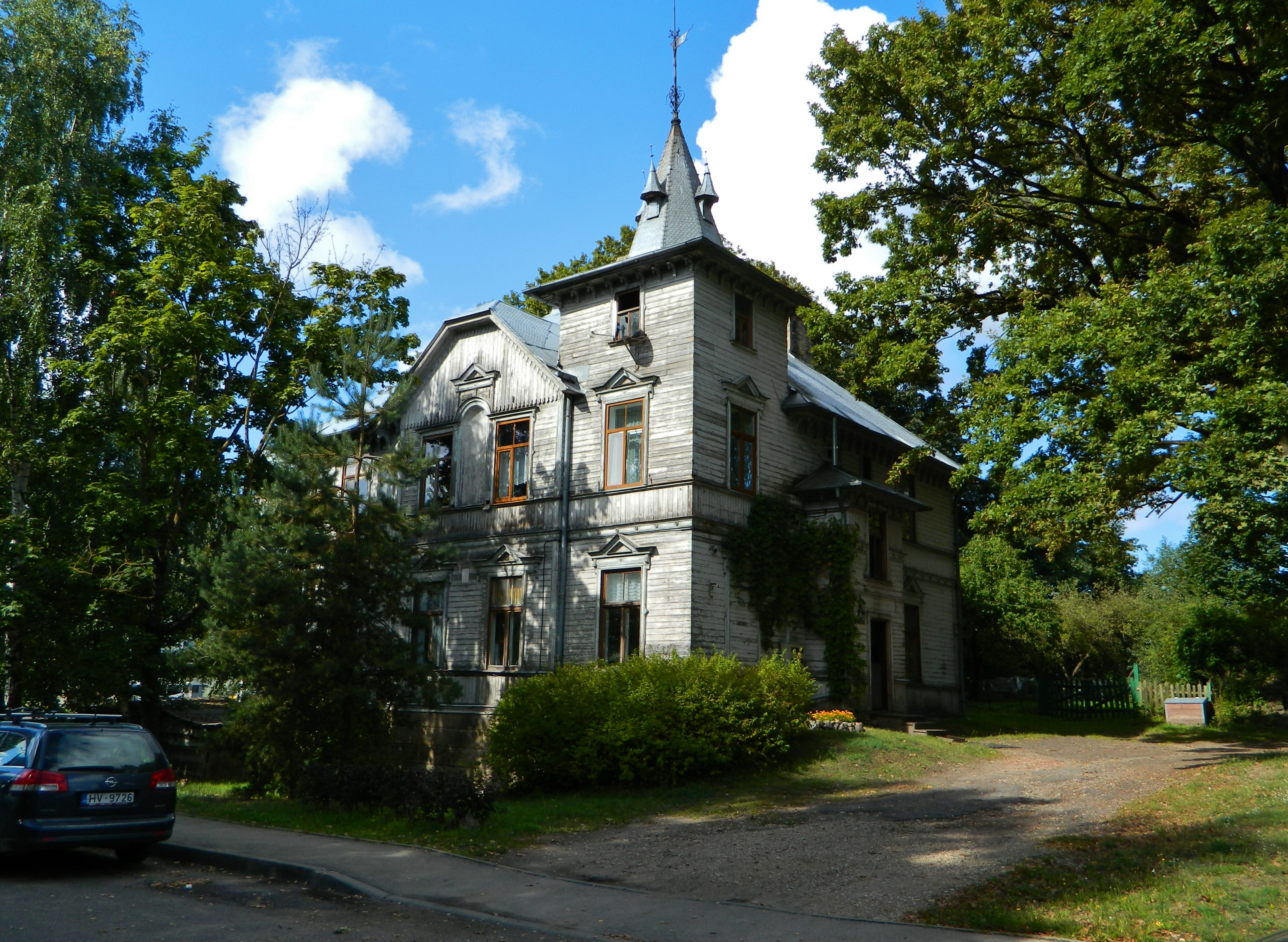
Дом № 2

- Дом 2[4] (1899, архитектор Э. Тромповский) — памятник архитектуры местного значения[5]. Единственное историческое здание на улице Азенес.
- Дом 5 — торговый центр «Olimpia[латыш.]» (2002).
- В конце улицы по чётной стороне расположен комплекс жилых и учебных корпусов Рижского технического университета (с 1969 года).
- С начала XX века в конце нынешней улицы Азенес, на берегу Зунда, действовала судоверфь А. Аугсбурга, где строили и ремонтировали небольшие речные суда[2].